# Psacadonotus psithyros
Psacadonotus psithyros är en insektsart som beskrevs av Rentz, D.C.F. 1993. Psacadonotus psithyros ingår i släktet Psacadonotus och familjen vårtbitare. Inga underarter finns listade i Catalogue of Life.